# Santa Cruz (Californië)
De stad Santa Cruz in Californië (Verenigde Staten), ligt aan het noordelijk deel van de Monterey Bay, zo'n 100 km zuidelijk van San Francisco en 50 km van San José. De stad heeft een oppervlakte van ongeveer 25 km².

## Karakteristiek
Santa Cruz is bekend vanwege zijn ligging en omgeving, met een fraaie kust en bossen, en zijn liberale cultuur, met veel ruimte voor alternatieve leefstijlen en productiewijzen. In de stad overheerst laagbouw. Het is een vestigingsplaats van de University of California een vooraanstaand onderzoek- en onderwijscentrum en er is de Santa Cruz Beach Boardwalk, een amusementspark dat vanaf 1907 functioneert op het strand. Toerisme vormt een belangrijke bron van inkomsten, maar er zijn afgezien van onderwijs- en onderzoekscentra ook industriële en landbouwbedrijven in de stad en de nabije omgeving.

## Klimaat

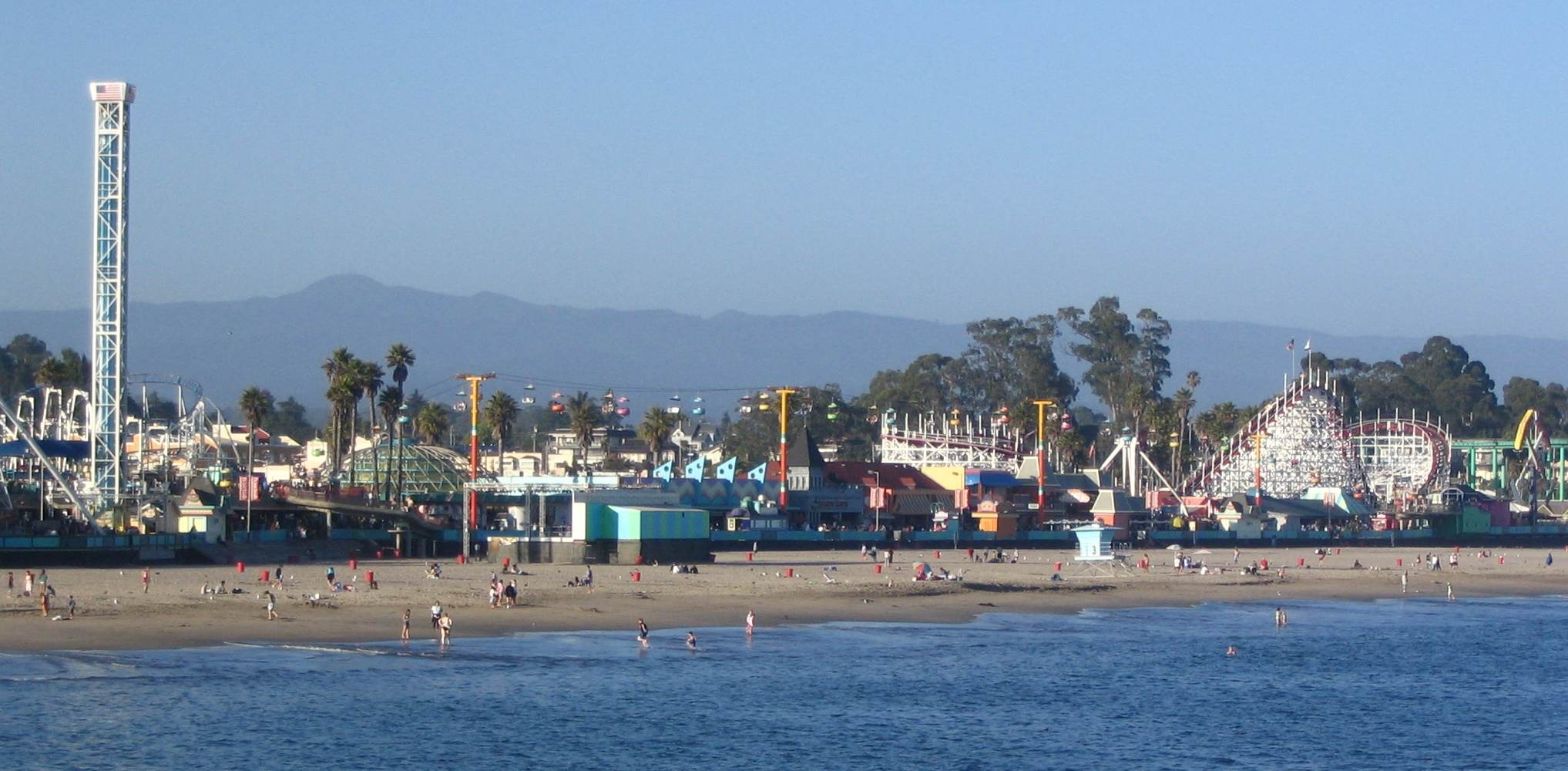
Strand van Santa Cruz

Met relatief warme zomers en milde winters met een temperatuur die zelden onder de 6 graden zakt mag men spreken van een Middellandse Zeeklimaat. De regenval is ongeveer 812mm per jaar.

## Stichting
In 1769 ontdekte de Spaanse ontdekkingsreiziger Don Gaspar de Portola het land waarop tegenwoordig Santa Cruz is gevestigd. In eerste instantie noemde Don Gaspar de Portola het stuk land en de rivier San Lorenzo, ter ere van de Heilige Sint Laurentius. De heuvels rond het land noemde hij Santa Cruz, wat Heilig Kruis betekent.

## Plaatsen in de nabije omgeving
De onderstaande figuur toont nabijgelegen plaatsen in een straal van 16 km rond Santa Cruz.

## Zustersteden
- Santa Cruz de Tenerife (Spanje)

## Geboren
- Adam Scott (1973), acteur
- Shay Astar (1981), actrice
- Lynden Gooch (1995), voetballer
- Caspar Corbeau (2001), Nederlands zwemmer
- Oliver Tree (1993), zanger

## Overleden
- Skip Spence (1946-1999), Canadees-Amerikaans singer-songwriter